# 榎枝慶之輔
榎枝 慶之輔（えのえだ けいのすけ、1935年7月4日 – 2003年3月29日）は、日本の松濤館流空手家。英国空手連合師範代、松濤館空手八段で、死後には九段位に認定された。

## 日本にいるころ
1935年7月4日に日本の九州生まれ。若いころは剣道と柔道の訓練を受け、野球もしていた  榎枝は16歳で柔道二段に達していた。  その後拓殖大学に進学し、そこで空手のデモンストレーションに感銘を受け、その武道を始めた。  
大学卒業後、 日本空手道協会 （JKA） 本部道場 （ 中山正敏 ）に師事。 また、 加瀬泰治の指導の下、組手修行を積んだ 。  1961年に顕著なトーナメントの試合を戦い、決勝で6回の延長の末に阿部圭吾を破る  。1963年にJKA全日本選手権で榎枝とともに有名な空手家、 白井宏に勝って優勝。  この時期、中山から戦闘に対してトラ （ニックネーム「虎」）というニックネームを獲得した。  

## イギリスへ
1965年4月20日、JKAの海外にインストラクターを派遣して空手を紹介する方針に従い、JKAインストラクターとなった白井 、金澤弘和、加瀬 泰治らと共にイギリスに渡る  。榎枝はリバプールで教え始めた。1960年代後半イギリス人学生の1人に、武術学者のハリー・クックがいた  。 
妻レイコ（1969年に結婚した）とサリー のキングストンに定住。  1973年にはBBCの生放送で空手のデモンストレーションを主導  オープンドアシリーズの一部であるが、空手についての最初のイギリスのテレビ番組であった。 デモンストレーション含め基本的な技術、 カタ （パターン）、複数の相手とのスパーリング、白羽取り、およびデイブ・ハザードらと板割を披露  
その後KUGBのチーフインストラクターとなった榎枝は、加藤貞重（1966〜1973年頃）、浅野史郎（1968〜1974年）、富田英雄（1973〜1978年）、川添正雄（1974-1982年） 太田義信 （1982-2003）の支援を受けていた。  1985年、8 段に昇段。 
空手に関する本もいくつか書いている。 書道館：上級型 （1983年、3巻）、   松濤館空手 （1996）、  松濤館空手：10級から6級 （1996）、  松濤館空手：5th Kyu to Black Belt （1996）、  Karate：Defense＆attack （1996、co-authored）、  and Shotokan Karate：Free Fighting Techniques （1999、co-authored）などがある 
ロンドン地下鉄の 「ダイナミック空手」ポスターで道場を宣伝していた。 2003年3月29日に死亡するまで、 ロンドンの カーナビーストリート近くのマーシャルストリートバスで空手を教えていた     彼の死後まもなく、JKAは彼に九段位を授与  妻のレイコと子供たちのダイスケとマヤを遺しての死去。 